# Jardines del Ojo de Agua
Jardines del Ojo de Agua är en ort i Mexiko, tillhörande Naucalpan de Juárez kommun i delstaten Mexiko. Jardines del Ojo de Agua ligger i den centrala delen av landet och tillhör Mexico Citys storstadsområde. Orten hade 203 invånare vid folkmätningen 2010. 2020 hade befolkningen ökat till 1 082 personer.